# Petrus de Goscalch
Petrus de Goscalch ou Goscalch, actif dans les années 1378 à 1394, est un compositeur du chœur papal d'Avignon dont une seule composition, En nul estat, a survécu dans le Codex Chantilly, formé au XIVe siècle. Il est peut-être également l'auteur de la troisième partie du traité dit de Berkeley de 1375,.